# Сфрагистика
Сфрагистика (грч. σφραγις - сфрагис / печат) или сигилографија (лат. sigillum - сигилум / печат) је помоћна историјска наука која се бави проучавањем развитка, израде и употребе печата. Сфрагистика је блиско повезана са сродним историјским дисциплинама, а посебно са дипломатиком, пошто се печати по правилу употребљавају за оверавање исправа, а такође и са хералдиком, пошто се на многим печатима налазе и грбови. Такође је блиско повезана и са нумизматиком, фалеристиком, вексилологијом и генеалогијом.

## Употреба печата
Употреба печата позната је још из антике. Оријентални народи су их користили, а касније су од њих преузели Стари Грци и Римљани. Од Грка и Римљана у V вијеку печате примају германски народи, а преко њих се употреба печата шири на цијелу Западну и Средњу Европу. Почетком VI вијека почеле су се печатити исправе од пергамента што је поспјешило даљи развој печата. Од VIII вијека печат постаје општи знак овјере и потврде исправа свих тадашњих западноевропских и средњоевропских владара те византијских царева и римских папа. У Србији употреба печата јавља се још у вријеме династије Немањића у XIII вијеку, а највјероватније и много раније. То потврђују нова открића (види Печат кнеза Стројимира). Ти печати су били прво царско-византијског типа да би до XV вијека попримили све карактеристике западноевропских печата.

## Врсте печата
Разликујемо неколико врста печата:
- велики печат
- мали печат
- двоструки печат
- заједнички печат

Облици печата су исто тако раличити. Најчешће су округли али могу још да буду: јајолики, у облику крушке, срцолики, у облику крста, у облику штита и сл.
Према типу печати се дијеле на:
- натписне печате
- ликовне печате
- портретне печате
- грбовне печате

Према материјалу од кога су направљени дијеле се на: 
- печате направљене од ковине (злата, сребра, олова)
- воска и печатног воска
- облатне (хостију)

## Чување и уништавање печата
Након смрти власника печатњак би се најчешће уништио ломљењем или урезивањем оштрих резова у печатну плоху. Породични печатњаци су често прелазили са оца на сина, а уништавали би се само кад би цијела лоза изумрла. Чување печата је било повјерено високим државним чиновницима, а у градовима начелницима. Фалсифицирање је било строго кажњиво (смртна казна, мучење, дуготрајна робија и сл). Ако би који печатњак нестао или био украден све исправе које су имале те печате биле би проглашене неважећим. Оне би постајале пуноправне опет кад би им се причврстили нови печати.

## Власници печата
Власници печата у средњем и новом вијеку су били : 
- Цареви, краљеви, царице, краљице
- Високо племство (мушко, женско)
- Ниже племство
- Свештенство
- Грађанство
- Универзитети
- Цехови
- Градови

## Српска сфрагистика
Иако се занимање појединих истраживача за старе српске печате јавило већ током 18. века, научни рад на њиховом проучавању разво се тек током 19. века, а додатни замах је добио током 20. века. Међу првим истраживачима који су поставили темеље српској сфрагистици био је Јанко Шафарик, а знатан допринос даљем развоју ове дисциплине дао је и Алекса Ивић.